# A Light for Attracting Attention
A Light for Attracting Attention è il primo album in studio del gruppo musicale britannico The Smile, pubblicato il 13 maggio 2022 dalla XL Recordings.

## Tracce
Testi di Thom Yorke, musiche di Thom Yorke, Jonny Greenwood, Tom Skinner e Nigel Godrich.
1. The Same – 4:19
2. The Opposite – 3:06
3. You Will Never Work in Television Again – 2:48
4. Pana-vision – 4:08
5. The Smoke – 3:39
6. Speech Bubbles – 4:16
7. Thin Thing – 4:30
8. Open the Floodgates – 4:29
9. Free in the Knowledge – 4:12
10. A Hairdryer – 5:17
11. Waving a White Flag – 3:47
12. We Don't Know What Tomorrow Brings – 3:16
13. Skrting on the Surface – 5:31

## Formazione
Hanno partecipato alle registrazioni, secondo le note di copertina:
Gruppo
- Thom Yorke – voce, chitarra elettrica (tracce 1, 3, 6, 10 e 12), sintetizzatore (tracce 1-2, 9, 10 e 12), programmazione (traccia 1), pianoforte (tracce 1, 4 e 8), basso (tracce 5, 7 e 13) vocoder (traccia 7), sequencer (traccia 8), chitarra acustica (traccia 9), sintetizzatore aggiuntivo (traccia 11)
- Jonny Greenwood – sintetizzatore (tracce 1 e 11), chitarra (tracce 1-3, 5, 7, 8 e 13), pianoforte (tracce 1, 6, e 9) basso (tracce 2-4, 9, 10, 12-13), tastiera (traccia 6), chitarra acustica (traccia 11), arpa (traccia 6)
- Tom Skinner – batteria (eccetto tracce 1 e 10), percussioni (tracce 2 e 6)

Altri musicisti
- London Contemporary Orchestra
  - Hugh Brunt – direzione
  - Eloisa-Fleur Thom – violino (tracce 4, 6, 9-11 e 13)
  - Alessandro Ruisi – violino (tracce 4, 6, 9-11 e 13)
  - Zahra Benyounes – violino (tracce 4, 6, 9-11 e 13)
  - Sophie Mather – violino (tracce 4, 6, 9-11 e 13)
  - Agata Daraškaitė – violino (tracce 4, 6, 9-11 e 13)
  - Charlotte Bonneton – violino (traccia 9), viola (tracce 4, 6, 10, 11 e 13)
  - Zoe Matthews – viola (tracce 4, 6, 9-11 e 13)
  - Clifton Harrison – viola (tracce 4, 6, 9-11 e 13)
  - Oliver Coates – violoncello (tracce 4, 6, 9-11 e 13)
  - Max Ruisi – violoncello (tracce 4, 6, 9-11 e 13)
  - Clare O’Connell – violoncello (tracce 4, 6, 9-11 e 13)
- Tom Herbert – contrabbasso (tracce 4-6)
- Dave Brown – contrabbasso (tracce 4, 6, 9-11 e 13)
- Jason Yarde – sassofono (tracce 3-6, 8 e 13)
- Robert Stillman – sassofono (tracce 3-4, 8 e 13), clarinetto (tracce 5 e 6)
- Chelsea Carmichael – flauto traverso (tracce 3-6, 8 e 13)
- Nathaniel Cross – trombone (tracce 3-6, 8 e 13)
- Byron Wallen – tromba (tracce 5 e 13)
- Theon Cross – tuba (tracce 5 e 13)

Produzione
- Nigel Godrich – produzione, missaggio, ingegneria del suono
- Mikko Gordon – ingegneria del suono
- Pablo Godin – assistenza all'ingegneria
- Joy Stacey – assistenza all'ingegneria
- Maurice Talbot – assistenza all'ingegneria
- Bob Ludwig – mastering
- Stanley Donwood – illustrazione, grafica
- Thom Yorke – illustrazione, grafica
- Richard Lawrence – lettering
- Andrew Leman – font digitali

## Classifiche

### Classifiche settimanali
| Classifica (2022)         | Posizione massima |
| ------------------------- | ----------------- |
| Australia                 | 41                |
| Austria                   | 8                 |
| Belgio (Fiandre)          | 5                 |
| Belgio (Vallonia)         | 3                 |
| Canada                    | 95                |
| Danimarca                 | 11                |
| Finlandia                 | 24                |
| Francia                   | 13                |
| Germania                  | 6                 |
| Italia                    | 24                |
| Paesi Bassi               | 3                 |
| Portogallo                | 4                 |
| Regno Unito               | 5                 |
| Regno Unito (independent) | 1                 |
| Spagna                    | 16                |
| Stati Uniti               | 19                |
| Svizzera                  | 8                 |

### Classifiche di fine anno
| Classifica (2022) | Posizione |
| ----------------- | --------- |
| Belgio (Fiandre)  | 163       |